# Wohn- und Wirtschaftsgebäude Zum Burbrink 20
Das ehemalige Wohn- und Wirtschaftsgebäude Zum Burbrink 20 nordöstlich vom Zentrum Hoyerhagen in der niedersächsischen Samtgemeinde Grafschaft Hoya stammt aus dem 19. Jahrhundert.

Das Hauptgebäude wird aktuell (2022) als Wohnhaus genutzt.
Die Scheune des Hofes steht unter Denkmalschutz (siehe auch Liste der Baudenkmale in Hoyerhagen).

## Beschreibung
Das eingeschossige traufständige Hallenhaus in Fachwerk mit Steinausfachungen mit Anbau sowie mit reetgedecktem Krüppelwalmdach und Niedersachsengiebel wurde 1857 (Inschrift im Giebelbalken) gebaut.

Das ehemalige Wohn- und Wirtschaftsgebäude der Familie Meier mit Anbau (L-Form) wurde als Teil einer Hofanlage genutzt. Im 20. oder 21. Jahrhundert erfolgte ein Umbau zu einem Wohnhaus.